# District d'Arumeru
Arumeru est l'un des cinq districts de la région d'Arusha en Tanzanie. Il est bordé au nord et à l'ouest par le district de Monduli, à l'est par la région du Kilimanjaro et au sud par le district d'Arusha et le district de Monduli. Selon le recensement national de 2002, la population du district est de 516 814 habitants.

## Subdivisions
La région d'Arusha est découpée en 37 sub-divisions
- Akheri
- Bangata
- Bwawani
- Ilkiding'a
- Kikati
- Kikwe
- Kimnyaki
- King'ori
- Kiranyi
- Kisongo
- Leguruki
- Makiba
- Maji ya Chai (signifie eau de thé)
- Maroroni
- Mateves
- Mbuguni
- Mlangarini
- Moivo
- Moshono
- Murieti
- Musa
- Mwandeti
- Nduruma
- Ngarenanyuki
- Nkoanrua
- Nkoaranga
- Nkoarisambu
- Oldonyosambu
- Oljoro
- Olkokola
- Oltroto
- Oltrumet
- Poli
- Singisi
- Sokoni II
- Songoro
- Usa River